# Parto domiciliar
Parto domiciliar é um parto que ocorre em uma residência em vez de em um hospital ou em uma casa de parto. Pode ser assistido por uma parteira, ou por um acompanhante leigo com experiência em partos domiciliares. O parto domiciliar foi, até o advento da medicina moderna, o método de parto de facto. O termo foi cunhado em meados do século XIX, quando os nascimentos começaram a ocorrer em hospitais.
Diversos estudos foram realizados sobre a segurança do parto domiciliar tanto para a criança quanto para a mãe. As práticas padrão, requisitos de licenciamento e acesso a cuidados hospitalares de emergência variam entre regiões, dificultando a comparação de estudos entre países. Uma pesquisa norte-americana de 2014 com estudos médicos descobriu que as taxas de mortalidade perinatal foram três vezes maiores do que em partos hospitalares, e um estudo nacional nos EUA com mais de 13 milhões de partos em um período de três anos (2007–2010) constatou que os partos em casa tinham aproximadamente 10 vezes mais probabilidade de resultar em natimorto (14 vezes em primíparas) e quase quatro vezes mais probabilidade de apresentar convulsões neonatais ou disfunção neurológica grave quando comparados a bebês nascidos em hospitais. Por outro lado, há pesquisas que sugerem não haver diferença significativa nas taxas de mortalidade perinatal entre parto domiciliar e hospitalar e até apontam benefícios, como menos complicações e menos intervenções. As maiores taxas de mortalidade materna e infantil estão associadas à incapacidade de oferecer assistência rápida em casos de complicações durante o trabalho de parto, bem como a padrões amplamente diferentes de licenciamento e treinamento de profissionais entre estados e países.

## Etimologia
A combinação de palavras "parto domiciliar" surgiu em meados do século XIX e coincidiu com o aumento de nascimentos ocorridos em hospitais de maternidade. À medida que mulheres em todo o mundo passaram a deixar suas casas para dar à luz em clínicas e hospitais ao longo do século XX, o termo "parto domiciliar" passou a se referir ao ato de dar à luz, intencionalmente ou não, em uma residência em vez de um hospital.

## História e filosofia
Embora o fato de os seres humanos darem à luz seja universal, a natureza social do parto não é. Onde, com quem, como e quando alguém dá à luz é determinado social e culturalmente. Historicamente, o parto foi um evento social. Para a maior parte da história da humanidade, parto equivale a parto domiciliar. Existe a hipótese de que o parto foi transformado de um evento solitário em um evento social cedo na evolução humana. Tradicionalmente e historicamente, outras mulheres auxiliavam mulheres no parto. Um termo especial surgiu na língua inglesa por volta de 1300 para designar as mulheres que fizeram do auxílio no parto sua vocação – parteira, literalmente significando "com a mulher". No entanto, parteira era a descrição de um papel social da mulher que estava "com a mulher" no parto, mediando os arranjos sociais da experiência corporal do nascimento.

## Parto em território
O birthing on country é uma prática tradicional de parto que consiste em dar à luz na terra onde a mãe nasceu, assim como seus ancestrais. Trata-se de uma prática culturalmente apropriada que coincide com a tradição espiritual. Oferece apoio às mulheres e suas famílias ao continuar o processo de parto na comunidade, entre mulheres e crianças. É amplamente praticada por mulheres aborígenes em países como Austrália, Canadá, Nova Zelândia e Estados Unidos. A crença é que, se uma criança não nasce no território, perde sua conexão com a terra e sua comunidade.
O parto em território pode ocorrer em áreas rurais, assim como em cidades.

### Nos Estados Unidos
Houve um aumento no percentual de partos domiciliares de 2004 a 2009. Desde 2009, Montana apresentou o maior crescimento, com 2,55%. Oregon e Vermont ficaram próximos, com 1,96% e 1,91%, respectivamente. Outros cinco estados – Idaho, Pensilvânia, Utah, Washington e Wisconsin – também tiveram aumento, todos acima de 1,50%.
Nos estados do sudeste, como Texas, Carolina do Norte, Connecticut, Delaware, Distrito de Colúmbia, Illinois, Massachusetts, Nebraska, Nova Jérsei, Rhode Island, Dakota do Sul e Virgínia Ocidental, o percentual foi mais baixo, apenas 0,50%.
O aumento observado de 2004 a 2009 se espalhou entre regiões e estados. Enquanto duas áreas tiveram queda significativa, 31 estados apresentaram rápido crescimento nos partos domiciliares.

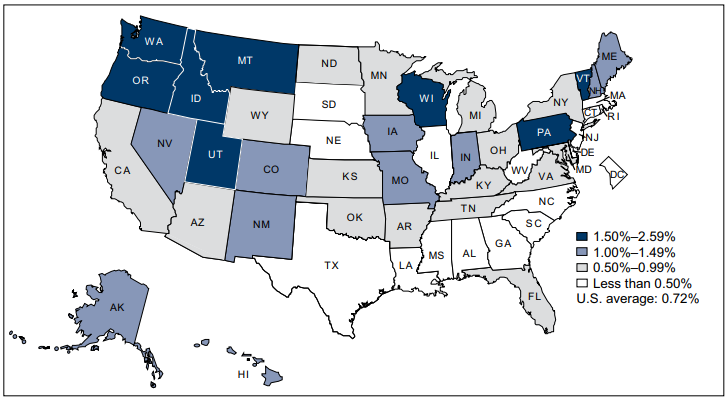
Mapa de partos domiciliares nos EUA em 2009

### Na Austrália
No Território do Norte da Austrália, as diretrizes do governo determinam que, em áreas rurais, uma mulher com 37 semanas de gestação deve deixar o “território” e viajar para a cidade mais próxima. Se adulta, viaja sozinha, sem familiares. Ela aguarda em alojamentos até entrar em trabalho de parto. Após o nascimento, mãe e bebê retornam de avião ao “território”.

## Tipos
Os partos domiciliares podem ser assistidos ou não assistidos, planejados ou não planejados. As mulheres são assistidas quando recebem ajuda no trabalho de parto e no nascimento por um profissional, geralmente uma parteira, e raramente um clínico geral. Mulheres não assistidas ou acompanhadas apenas por leigos, como uma doula, cônjuge, familiares, amigos ou outro acompanhante não profissional, são às vezes chamadas de casos de freebirth. Um parto domiciliar "planejado" é aquele que ocorre em casa por intenção. Já o "não planejado" é o que ocorre em casa por necessidade, mas sem intenção. Entre os motivos estão impossibilidade de ir ao hospital ou casa de parto devido a fatores externos, como clima, bloqueios nas estradas ou rapidez da progressão do parto.

### Fatores
Muitas mulheres escolhem o parto domiciliar por considerarem importante dar à luz em um ambiente familiar. Outras preferem porque não gostam do ambiente hospitalar ou de casas de parto, não querem uma experiência médica centrada, temem a exposição do bebê a patógenos hospitalares, ou não querem a presença de estranhos no parto. Algumas acreditam que é mais natural e menos estressante.:8 Um estudo publicado no Journal of Midwifery and Women's Health perguntou às mulheres por que escolheram o parto domiciliar; os cinco principais motivos foram: segurança, evitar intervenções médicas desnecessárias comuns em hospitais, experiências hospitalares negativas anteriores, maior controle e um ambiente confortável e familiar. Um estudo mostrou que as mulheres sentem a dor do parto de forma diferente e menos negativa em casa.
O custo também é um fator. O custo médio estimado de um parto domiciliar nos Estados Unidos em 2021 era de US$ 4.650, em comparação com US$ 13.562 para um parto vaginal hospitalar. Em países em desenvolvimento, onde as mulheres podem não ter acesso ou condições de pagar assistência médica, o parto domiciliar pode ser a única opção disponível, com ou sem assistência profissional.
Algumas mulheres não podem ter parto domiciliar seguro, mesmo com parteiras altamente treinadas. Certas condições médicas impedem a qualificação, como doenças cardíacas, renais, diabetes, pré-eclâmpsia, placenta prévia, descolamento prematuro de placenta, hemorragia anteparto após 20 semanas de gestação e herpes genital ativo. Cesarianas anteriores podem, em alguns casos, impedir a indicação, mas não sempre. É importante que a mulher discuta os riscos individuais com seu profissional de saúde antes de planejar o parto domiciliar.

## Tendências
O parto domiciliar foi, até o advento da medicina moderna, o método de facto de nascimento. Em muitos países desenvolvidos, o parto em casa caiu rapidamente ao longo do século XX. Nos Estados Unidos, houve uma grande mudança para partos hospitalares por volta de 1900, quando quase 100% dos partos ainda eram domiciliares. As taxas caíram para 50% em 1938 e para menos de 1% em 1955. No entanto, entre 2004 e 2009, o número de partos domiciliares nos EUA aumentou 41%. No Reino Unido ocorreu tendência semelhante, mas mais lenta: cerca de 80% dos partos eram domiciliares na década de 1920, contra apenas 1% em 1991. No Japão a mudança foi mais tardia, mas mais rápida: de 95% em 1950 para apenas 1,2% em 1975. Em países como os Países Baixos, onde o parto domiciliar faz parte do sistema de saúde, a taxa foi de 20% em 2014. No mesmo período, a mortalidade materna caiu de 6–9 mortes por mil partos em 1900 para 0,077 em 1997, enquanto a mortalidade infantil caiu de cerca de 100 por mil em 1915 para 7,2 por mil em 1997.
Um médico descreveu o parto em uma casa operária na década de 1920:
Você encontra uma cama usada pelo marido, esposa e um ou dois filhos; frequentemente encharcada de urina, os lençóis estão sujos, as roupas da paciente também, ela não tomou banho. Em vez de curativos estéreis, usam-se trapos velhos, ou as secreções ficam em uma camisola que não é trocada por dias.:p156
Essa experiência foi contrastada com um parto hospitalar da mesma época descrito por Adolf Weber:
A mãe está em um quarto bem ventilado e desinfetado, a luz do sol entra por uma janela alta, e pode-se iluminar como se fosse dia com eletricidade. Ela está limpa, de roupa fresca, em lençóis brancos... Há uma equipe que responde a cada sinal... Só quem precisou reparar um períneo em uma casa de operário, em uma cama precária, com pouca luz e pouca ajuda, sabe a diferença.:157 
A obstetrícia, prática que apoia uma abordagem natural ao parto, teve um renascimento nos EUA na década de 1970. Ina May Gaskin, por exemplo, chamada de "mãe da obstetrícia autêntica", ajudou a fundar o The Farm Midwifery Center em Summertown, Tennessee, em 1971, ainda em funcionamento. Um movimento chamado "pushing for midwives" ganhou força entre 1990 e 2000, quando a sociedade civil pediu legislação para formalizar a profissão de parteira. Contudo, embora os partos assistidos por parteiras tenham crescido de menos de 1% em 1975 para 8,1% em 2002, a maioria ocorreu em hospitais. A taxa de partos fora de hospitais permaneceu em 1% desde 1989. Dados de 2007 mostram que 27,3% dos partos domiciliares desde 1989 ocorreram em casa de parto independente e 65,4% em residências, resultando em taxa baixa de partos domiciliares (0,65%) nos EUA.
No Reino Unido, o parto domiciliar também recebeu atenção desde 2000. No País de Gales, houve movimento para elevar a taxa a 10% até 2007. Entre 2005 e 2006, houve aumento de 16% nos partos domiciliares, mas em 2007 a taxa era de apenas 3%, ainda assim o dobro da média nacional. Relatório de 2001 apontou grande variação regional, de cerca de 1% a mais de 20%. Na Austrália, a taxa caiu para 0,3% em 2008, variando de quase 1% no Território do Norte a 0,1% em Queensland.:20 Na Nova Zelândia, a taxa era de 2,5% em 2004 e em crescimento.:64
Nos Países Baixos, a tendência foi diferente: em 1965, dois terços dos nascimentos ocorriam em casa, número que caiu para cerca de 20% em 2013, ainda maior que em outros países industrializados. Menos de 1% dos bebês sul-coreanos nascem em casa.

## Pesquisas sobre segurança
Em 2019, uma meta-análise examinou a mortalidade perinatal e neonatal em partos domiciliares planejados entre mulheres de baixo risco em países desenvolvidos, abrangendo cerca de 500.000 partos pretendidos em casa. O estudo concluiu que o risco de morte perinatal ou neonatal não foi diferente entre parto domiciliar planejado e hospitalar.
Em 2014, uma revisão no Journal of Medical Ethics de 12 estudos anteriores envolvendo 500.000 partos domiciliares planejados em mulheres de baixo risco concluiu que a mortalidade neonatal foi três vezes maior do que em hospitais. Essa conclusão ecoa a posição do Colégio Americano de Obstetras e Ginecologistas. Devido ao maior risco de morte perinatal, a entidade recomenda que mulheres pós-termo (mais de 42 semanas de gestação), gestando gêmeos ou com apresentação pélvica não tentem parto domiciliar. A revisão também encontrou estudos mostrando maior chance de baixos escores de Apgar em recém-nascidos, além de atrasos no diagnóstico de hipóxia, acidose e asfixia.
Essa constatação contradiz um estudo de revisão do Reino Unido de 2007 feito pelo Instituto Nacional de Saúde e Excelência Clínica (NICE), uma organização governamental britânica dedicada a criar diretrizes de cobertura em todo o Reino Unido, que expressou preocupação com a falta de evidências de qualidade em estudos que comparam os potenciais riscos e benefícios dos ambientes de parto domiciliar e hospitalar no Reino Unido. O relatório observou que a mortalidade perinatal relacionada ao intraparto era baixa em todos os ambientes no Reino Unido, mas que, em casos de complicações obstétricas inesperadas, a taxa de mortalidade era maior nos partos domiciliares devido ao tempo necessário para transferir a mãe para uma unidade obstétrica.
As evidências incertas sugerem que a mortalidade perinatal relacionada ao intraparto (IPPM) em partos domiciliares planejados, independentemente de seu local final de nascimento, é a mesma ou maior do que em partos planejados em unidades obstétricas. Se a IPPM for maior, isso provavelmente ocorre no grupo de mulheres em que complicações intraparto se desenvolvem e que necessitam de transferência para a unidade obstétrica.

Quando complicações obstétricas inesperadas surgem, seja na mãe ou no bebê, durante o trabalho de parto em casa, o desfecho de complicações graves tende a ser menos favorável do que quando as mesmas complicações ocorrem em uma unidade obstétrica. 
Um estudo de 2002 sobre partos domiciliares planejados no estado de Washington constatou que os partos domiciliares tiveram trabalhos de parto mais curtos do que os hospitalares. Na América do Norte, um estudo de 2005 constatou que cerca de 12% das mulheres que pretendiam dar à luz em casa precisaram ser transferidas para o hospital por razões como trabalho de parto difícil ou necessidade de alívio da dor. Uma pesquisa de 2014 sobre partos domiciliares americanos entre 2004 e 2010 encontrou uma taxa de 10,9% de mulheres transferidas para o hospital a partir de um parto domiciliar planejado após o início do trabalho de parto.
Tanto o Journal of Medical Ethics quanto o relatório do NICE observaram que o uso de cesarianas foi menor para mulheres que dão à luz em casa, e ambos notaram um estudo prévio que concluiu que mulheres que tiveram parto domiciliar planejado tiveram maior satisfação com a experiência em comparação com mulheres que tiveram parto hospitalar planejado.
Em 2009, um estudo de 500.000 partos domiciliares e hospitalares planejados de baixo risco nos Países Baixos, onde as parteiras têm forte exigência de licenciamento, foi publicado no British Journal of Obstetrics and Gynaecology. O estudo concluiu que, para mulheres de baixo risco, não houve aumento na mortalidade perinatal, desde que as parteiras fossem bem treinadas e houvesse acesso rápido e fácil a hospitais. Além disso, o estudo observou que havia evidência de que "mulheres de baixo risco com parto domiciliar planejado são menos propensas a serem encaminhadas para cuidados secundários e subsequentes intervenções obstétricas do que aquelas com parto hospitalar planejado".:9 O estudo foi criticado em vários pontos, incluindo a possibilidade de ausência de alguns dados e o fato de que os achados podem não ser representativos de outras populações.
Em 2012, o Oregon realizou um estudo de todos os nascimentos no estado durante o ano, como parte da discussão de um projeto de lei sobre exigências de licenciamento para parteiras no estado. Eles descobriram que a taxa de mortalidade infantil intraparto foi de 0,6 mortes por mil nascimentos em partos hospitalares planejados, e 4,8 mortes por mil em partos domiciliares planejados. Constataram ainda que a taxa de mortalidade para partos domiciliares planejados atendidos por parteiras de entrada direta foi de 5,6 por mil. O estudo observou que as estatísticas para Oregon eram diferentes de outras regiões, como a Colúmbia Britânica, que possuíam exigências de licenciamento distintas. Oregon foi citado pelos Centros de Controle e Prevenção de Doenças como tendo a segunda maior taxa de partos domiciliares da nação em 2009, com 1,96% em comparação com a média nacional de 0,72%. Uma pesquisa de 2014 com quase 17.000 partos domiciliares voluntariamente relatados nos Estados Unidos entre 2004 e 2010 encontrou uma taxa de mortalidade infantil intraparto de 1,30 por mil; as taxas de mortalidade neonatal precoce e neonatal tardia foram de 0,41 e 0,35 por mil, respectivamente. A pesquisa excluiu mortes relacionadas a anomalias congênitas, bem como partos em que a mãe foi transferida para um hospital antes do início do trabalho de parto.
Em outubro de 2013, o maior estudo desse tipo foi publicado no American Journal of Obstetrics and Gynecology e incluiu dados de mais de 13 milhões de nascimentos nos Estados Unidos, avaliando partos realizados por médicos e parteiras dentro e fora de hospitais entre 2007 e 2010. O estudo indicou que bebês nascidos em casa tinham cerca de 10 vezes mais chances de apresentar um escore de Apgar igual a 0 após 5 minutos e quase quatro vezes mais chances de ter convulsões neonatais ou disfunção neurológica grave em comparação com bebês nascidos em hospitais. Os resultados mostraram que o risco de escores de Apgar igual a 0 era ainda maior em primogênitos — 14 vezes o risco de nascimentos hospitalares. Os resultados foram confirmados pela análise de registros de certidões de nascimento dos Centros de Controle e Prevenção de Doenças (CDC) e do Centro Nacional de Estatísticas de Saúde. Diante das conclusões, o Dr. Amos Grunebaum, professor de obstetrícia e ginecologia clínica no Weill Cornell Medical College e autor principal do estudo, afirmou que a magnitude do risco associado ao parto domiciliar é tão alarmante que torna necessário que os futuros pais conheçam os fatores de risco. Outro autor, Dr. Frank Chervenak, acrescentou que o estudo subestimou os riscos dos partos domiciliares, já que os dados utilizados contabilizavam como parto hospitalar os casos em que a mãe era transferida de casa para o hospital durante o trabalho de parto.
Quando se trata de partos domiciliares versus hospitalares, os partos domiciliares estão fortemente associados a piores resultados. A taxa aumentada de desfechos adversos em partos domiciliares existe apesar do perfil de risco relatado ser menor. [...] Enfatizamos que os riscos aumentados de resultados ruins no ambiente do parto domiciliar, independentemente do acompanhante, são praticamente impossíveis de resolver por meio do transporte. Isso ocorre porque o tempo total de transporte da casa para o hospital não pode ser realisticamente reduzido a tempos clinicamente satisfatórios para otimizar o desfecho quando o tempo é essencial, em casos de deterioração inesperada da condição do feto ou da gestante.
Um estudo de 2022, que examinou a introdução de maternidades na Suécia, descobriu que elas reduziram substancialmente os partos domiciliares e a mortalidade neonatal precoce, além de efeitos positivos de longo prazo sobre a renda do trabalho, o desemprego, a incapacidade relacionada à saúde e a escolaridade de indivíduos nascidos em maternidades.

### Desenho dos estudos
Ensaios controlados randomizados são o "padrão-ouro" da metodologia de pesquisa com relação à aplicação de resultados a populações; no entanto, esse desenho de estudo não é viável nem ético para o local do parto. Os estudos que existem, portanto, são estudos de coorte conduzidos retrospectivamente por meio da seleção de registros hospitalares e de parteiras. em pares combinados (pareando participantes do estudo com base em suas características de fundo), Em fevereiro de 2011, o Colégio Americano de Obstetras e Ginecologistas identificou vários fatores que dificultam a pesquisa de qualidade sobre o parto domiciliar. Estes incluem "falta de randomização; dependência de dados de certidões de nascimento com problemas inerentes de verificação; uso de submissão voluntária de dados ou autorrelato; capacidade limitada de distinguir entre parto planejado e não planejado; variação na habilidade, treinamento e certificação do acompanhante de parto; e incapacidade de contabilizar e atribuir com precisão desfechos adversos associados a transferências". Estudos de qualidade, portanto, precisam adotar medidas em seu desenho para mitigar esses problemas e produzir resultados significativos.
Os dados disponíveis sobre a segurança do parto domiciliar em países desenvolvidos são frequentemente difíceis de interpretar devido a questões como diferentes padrões de parto domiciliar entre países distintos, e difíceis de comparar com outros estudos devido a variações na definição de mortalidade perinatal. Além disso, é difícil comparar partos domiciliares e hospitalares porque apenas os perfis de risco são diferentes entre os dois grupos, de acordo com o CDC: pessoas que optam por dar à luz em casa têm maior probabilidade de serem saudáveis e de baixo risco para complicações. Também existem diferenças não quantificáveis entre pacientes de parto domiciliar, como atitudes maternas em relação à intervenção médica no parto.

## Métodos de investigação científica
A investigação científica moderna sobre o parto domiciliar ocorre nos campos da antropologia, epistemologia, etnologia, história, jurisprudência, medicina, obstetrícia, saúde pública, sociologia e estudos sobre as mulheres. A pesquisa sobre o parto domiciliar é dificultada por vieses antigos e modernos sobre a natureza das mulheres e do parto, manifestados na linguagem e nas ideias usadas para se referir às mulheres, aos corpos femininos e ao que as mulheres fazem. Já foi demonstrado que relatos de pesquisas sobre fenômenos fisiológicos, como a concepção, transmitem noções culturais enviesadas e enraizadas sobre mulheres e seus corpos. A maioria dos pesquisadores dos séculos XX e XXI sobre parto domiciliar enxerga o fenômeno sob duas perspectivas amplas, estreitamente ligadas às ideias e percepções do próprio parto – social e biomédica.

## Questões de seguro e licenciamento
Embora uma mulher em países desenvolvidos possa escolher ter seu filho em casa, em um centro de parto ou em hospital, questões de cobertura de saúde e legais influenciam as opções disponíveis.

### Austrália
Em abril de 2007, o Governo da Austrália Ocidental expandiu a cobertura para partos domiciliares em todo o estado. Outros governos estaduais na Austrália, incluindo o Território do Norte, Nova Gales do Sul e Austrália Meridional, também fornecem financiamento público para partos domiciliares independentes e privados.
O Orçamento Federal de 2009 destinou fundos adicionais ao Medicare para permitir que mais parteiras trabalhassem como profissionais independentes, para que pudessem prescrever medicamentos pelo Medicare Benefits Schedule e tivessem assistência com o seguro de responsabilidade médica. Entretanto, esse plano cobre apenas partos hospitalares. Não há planos atuais de estender o financiamento do Medicare e do PBS para serviços de parto domiciliar na Austrália.
Desde July 2012, todos os profissionais de saúde devem apresentar prova de seguro de responsabilidade civil.
Em março de 2016, o Tribunal de Coroners de Vitória decidiu contra a parteira Gaye Demanuel no caso da morte de Caroline Lovell. "O Coroner White também pediu uma revisão da regulamentação de parteiras que cuidam de mulheres durante partos domiciliares, e que o governo e as autoridades de saúde considerem um delito a proibição de profissionais de saúde não registrados de receber dinheiro por atender partos domiciliares."

### Canadá
A cobertura pública de serviços de parto domiciliar varia no Canadá de província para província, assim como a disponibilidade de médicos e parteiras que oferecem esse serviço. As províncias de Ontário, Colúmbia Britânica, Saskatchewan, Manitoba, Alberta e Quebec atualmente cobrem serviços de parto domiciliar.

### Reino Unido
Há poucas questões legais relacionadas ao parto domiciliar no Reino Unido. Uma mulher não pode ser forçada a ir a um hospital. O apoio das diversas Autoridades de Saúde do Serviço Nacional de Saúde (NHS) pode variar, mas em geral o NHS cobre partos domiciliares – o Subsecretário Parlamentar de Estado para a Saúde, Lord Hunt of King's Heath, declarou que: "Pelo que entendo, embora o NHS tenha um dever legal de fornecer um serviço de maternidade, não existe um dever legal semelhante de fornecer um serviço de parto domiciliar para todas as mulheres que o solicitam. No entanto, certamente espero que, quando uma mulher quiser um parto domiciliar e for clinicamente apropriado, o NHS faça tudo o que puder para apoiar sua escolha."

### Estados Unidos

Praticar como parteira de entrada direta era ilegal nos estados mostrados em vermelho em 2006

Vinte e sete estados licenciam ou regulamentam de alguma forma a parteira de entrada direta, ou parteira profissional certificada (CPM). Nos outros 23 estados não há leis de licenciamento, e parteiras podem ser presas por praticar medicina sem licença. É legal em todos os 50 estados contratar uma parteira enfermeira certificada, ou CNM, que são enfermeiras treinadas, embora a maioria delas trabalhe em hospitais.